# Hökensås
Hökensås ist ein Bergplateau in Västergötland in Schweden, das sich entlang des Westufers des Sees Vättern erstreckt. Es ist ein geologischer Horst, erreicht eine Höhe von 345 Metern über dem Meeresspiegel und verläuft von Jönköping im Süden etwa 100 Kilometer nach Norden bis zum See Viken.
Hökensås ist vorwiegend bewaldet und die mittleren Teile sind seit 1998 Naturschutzgebiete der Kategorie V auf der IUCN-Skala. Durch Hökensås zieht sich der Wanderweg Västra Vätterleden, der etwa 150 Kilometer lang ist und an den Bergslagsleden anschließt.